# Prestupna godina (film)
Prestupna godina (engl. Leap Year) je američka romantična komedija iz 2010. u režiji Ananda Takera. Glavne uloge tumače Ejmi Adams i Metju Gud, u ulogama Ane i Deklana (Anna i Declan).

## Radnja
Ana (Ejmi Adams) putuje u Dablin da zaprosi svoga momka Džeremija (Adam Skot). Naime, u Irskoj postoji običaj da u prestupnoj godini, 29. februara, žena može da zaprosi muškarca. Tokom putovanja se dešavaju razne peripetije, tako da Ana nikako ne može da stigne do svoga momka. Avion joj umesto u Dablin sleće u Kardif. Ana unajmljuje brodić da je prebaci na Irsko ostrvo Kork, ali iznenadna oluja usmerava brod na poluostrvo Dingl. Ona tada dobija ponudu od Deklana (Metju Gud) da je taksijem odveze u Dablin kako bi stigla na vreme, ali tokom putovanja Ana počinje da preispituje svoje motive.

## Uloge
- Ejmi Adams kao Ana Brejdi
- Metju Gud kao Deklan O'Kalahan
- Adam Skot kao Džeremi Sloun
- Džon Litgou kao Džek Brejdi
- Kejtlin Olson kao Libi
- Debora Ponzo kao devojka sa aerodroma koja spava

## Produkcija
Dana 17. oktobra 2008. potvrđeno je da će Ejmi Adams glumiti u filmu Reditelj Anand Taker popunjava ekipu 23. novembra, nakon čega dobija scenario Sajmona Bofoja, Harija Elfonta i Debore Kaplan. Metju Gud se pridružio ekipi 12. februara 2009. kao tumač lika ciničnog gostioničara. Adam Skot dobija ulogu 18. marta 2009. Kejtlin Olson je prihvatila ulogu starije sestre Ane.
Film je snimljen u Viklou (engl. Wicklow), Dablinu i Golveju (engl. Galway). Neki delovi su snimljeni blizu Aranskih ostrva, Konemare, u dablinskomTempl Baru i u starom delu Dablina (koju zovu džordžijanski Dablin), Nacionalnom parku Viklou te ulici Olaf u Voterfordu. Dana 19. oktobra objavljeno je da će Rendi Edelman komponovati muziku, što je mnoge iznenadilo budući da je Taker do tada sarađivao sa australijskim kompozitorom Baringtonom Felongom.

## Odjeci

### Kritika
Kritičari su negativno ocenili film. Na sajtu Rotten Tomatoes samo je 21% kritičara dalo pozitivnu ocenu, sa prosečnom ocenom 4.1 od 10.

### Zarada
Film je prvu nedelju otvorio sa solidnih 9.202.815 dolara na šestom mestu. Sa budžetom od 19.000.000 dolara, prihod je oko 25.380.000 dolara.

## Spoljašnje veze
- Zvanična prezentacija (језик: енглески)
- Leap Year на веб-сајту  (језик: енглески)
- Prestupna godina (film iz 2010) на веб-сајту  (језик: српски)